# فینال جام جهانی فوتبال ۱۹۳۴
فینال جام جهانی فوتبال ۱۹۳۴، رقابت پایانی جام جهانی فوتبال ۱۹۳۴ است که مابین تیم ملی فوتبال ایتالیا و تیم ملی فوتبال چکسلواکی در ورزشگاه ملی پی‌ان‌اف، رم برگزار شده‌است.
این مسابقه که در تاریخ ۱۰ ژوئن ۱۹۳۴ انجام شده‌است٬ در وقت اضافه با نتیجه ۲ بر ۱ به سود تیم ملی فوتبال ایتالیا به پایان رسید.